# Tuckia
Tuckia là một chi bướm đêm thuộc phân họ Tortricinae của họ Tortricidae.

## Các loài
- Tuckia africana (Walsingham, 1881)
- Tuckia zuluana Razowski, 2001